# Joshua Huppertz
Joshua Huppertz (Aken, 10 november 1994) is een Duits wielrenner die anno 2018 rijdt voor Team Lotto-Kern Haus.

## Carrière
In maart 2018 werd Huppertz, achter Matteo Moschetti en Marco Maronese, derde in de Grote Prijs van Rhodos. In de Ronde van Rhodos, die vijf dagen later startte, werd hij in de eerste twee etappes telkens tweede. Door bonificatieseconden stond hij na de tweede etappe aan de leiding van het algemeen klassement. Die leidende positie moest hij in de laatste etappe afstaan aan eindwinnaar Mirco Maestri. In de Arno Wallaard Memorial won Huppertz de sprint van een groep van vijf renners, wat zijn eerste UCI-zege betekende.

## Overwinningen
2018
Arno Wallaard Memorial
2021
1e etappe Ronde van Tsjechië
2023
GP Dr. Eugeen Roggeman - Stekene

## Ploegen
- 2014 –  Team Kuota (stagiair vanaf 1-8)
- 2015 –  Team Kuota-Lotto
- 2016 –  Team Kuota-Lotto
- 2017 –  Team Lotto-Kern Haus
- 2018 –  Team Lotto-Kern Haus

Benoit · Braun · Dombrowski · Drumm · Fließgarten · Hatz · Huppertz · Knaup · Löer · Meisen · Monreal · Rapps · Retschke · Walscheid · Weinzheimer · Westmattelmann
Dörrie · Einhaus · Henn · Hugger · Huppertz · Kessler · Knaup · Lübbers · Nowak · Retschke · Rutsch · Schormair · Weinzheimer · Westmattelmann